# Бей-Сентер (Вашингтон)
Бей-Сентер (англ. Bay Center) — переписна місцевість (CDP) в США, в окрузі Пасифік штату Вашингтон. Населення — 253 особи (2020).

## Географія
Бей-Сентер розташований за координатами 46°37′15″ пн. ш. 123°57′11″ зх. д. / 46.62083° пн. ш. 123.95306° зх. д. (46.620753, -123.953182).  За даними Бюро перепису населення США в 2010 році переписна місцевість мала площу 2,44 км², уся площа — суходіл.

## Демографія
Згідно з переписом 2010 року, у переписній місцевості мешкало 276 осіб у 118 домогосподарствах у складі 73 родин. Густота населення становила 113 особи/км².  Було 186 помешкань (76/км²).
Расовий склад населення:
| - 69,9 % — білих - 11,6 % — корінних американців - 0,4 % — азіатів - 6,2 % — осіб інших рас |

До двох чи більше рас належало 12,0 %. Частка іспаномовних становила 8,7 % від усіх жителів.
За віковим діапазоном населення розподілялося таким чином: 22,8 % — особи молодші 18 років, 51,1 % — особи у віці 18—64 років, 26,1 % — особи у віці 65 років та старші. Медіана віку мешканця становила 46,3 року. На 100 осіб жіночої статі у переписній місцевості припадало 100,0 чоловіків;  на 100 жінок у віці від 18 років та старших — 104,8 чоловіків також старших 18 років.
Середній дохід на одне домашнє господарство  становив 53 921 долар США (медіана — 50 156), а середній дохід на одну сім'ю — 81 715 доларів (медіана — 73 403). За межею бідності перебувало 14,4 % осіб, у тому числі 0,0 % дітей у віці до 18 років та 7,5 % осіб у віці 65 років та старших.
Цивільне працевлаштоване населення становило 30 осіб. Основні галузі зайнятості: науковці, спеціалісти, менеджери — 40,0 %, будівництво — 33,3 %, оптова торгівля — 26,7 %.